# Lady Grinning Soul
Lady Grinning Soul é uma balada composta pelo músico inglês David Bowie, lançada no álbum Aladdin Sane em 1973. Foi um acréscimo de última hora, substituindo a "versão sax" de " John, I'm Only Dancing " como faixa de encerramento.  O primeiro encontro de Bowie com a cantora Claudia Lennear em 1972 é frequentemente citado como inspiração para a música.     Em 2016, durante entrevista após a morte de Bowie, Lennear revelou que Bowie disse, em ligação, que a música era sobre ela.
O estilo da peça foi comparado ao tema de James Bond.   O pianista Mike Garson descreveu sua própria performance como "tão romântica quanto possível... francesa, com um pouco de Franz Liszt". A crítica contemporânea da Rolling Stone chamou a performance de Bowie como "o vocal mais expansivo e sincero do álbum", enquanto o escritor Nicholas Pegg considera a faixa "uma das gravações mais subestimadas de Bowie... bem diferente de tudo que ele já fez".  A revista Mojo a listou como a 93ª melhor faixa de Bowie em 2015.
A faixa fez parte da trilha sonora dos filmes The Runaways (2010) e Diana Vreeland: The Eye Has to Travel (2012).